# Pangako Sa 'Yo
 (janvier 2018).
Si vous disposez d'ouvrages ou d'articles de référence ou si vous connaissez des sites web de qualité traitant du thème abordé ici, merci de compléter l'article en donnant les références utiles à sa vérifiabilité et en les liant à la section « Notes et références ».
Pangako Sa 'Yo (« La promesse ») est un soap opera produit et diffusé par la chaîne de télévision philippine l'ABS-CBN. Il met en avant les acteurs Kathryn Bernardo et Daniel Padilla. La série est diffusée du 25 mai 2015 au 12 février 2016 en 190 épisodes de 45 minutes chacun.

## Distribution
- Kathryn Bernardo: Ynamorata "Yna" Macascap-Buenavista/ Maria Amor De Jesus
- Daniel Padilla: Angelo Buenavista
- Jodi Sta. Maria: Amor De Jesus Powers/Amor De Jesus-Buenavista
- Ian Veneracion: Eduardo Buenavista
- Angelica Panganiban: Madame Claudia Salameda-Buenavista/Greta Barcial S.
- Amy Austria-Ventura: Belen Macascap
- Ronnie Lazaro: Francisco "Isko" Macascap
- Andrea Brillantes: Lia Buenavista
- Grae Fernandez: Jonathan "Egoy" Mobido
- Jk Labajo: Vincent "Amboy" Mobido
- Diego Loyzaga: David San Luis/David Powers